# Distinció de graduat o graduada amb excel·lència
La distinció de graduat o graduada amb excel·lència és un reconeixement acadèmic que atorga la Universitat del País Basc al seu alumnat en cadascun dels estudis de grau que ofereix. La universitat basca atorga aquest reconeixement des de l'any 2017 i a diferència del premi extraordinari de fi de carrera, es tracta d'una distinció que no s'atorga en funció de la nota mitjana de l'expedient acadèmic, sinó complint altres requisits acadèmics universitaris. En una promoció de 100 alumnes pot haver-hi 7 o 8 esments de graduat o graduada amb excel·lència.
Les condicions per a l'obtenció d'aquesta distinció són: (a) haver finalitzat íntegrament el grau universitari, (b) haver finalitzat el grau universitari en el nombre d'anys acadèmics corresponent a la seva durada, (c) haver superat tots els crèdits del grau en la primera convocatòria ordinària i (d) que en l'expedient acadèmic universitari no hi hagi assignatures amb la qualificació «suspès», «no presentat», «renúncia» o «reconegut». Es concedeix una distinció per cada 14 alumnes (unes 7-8 distincions en una promoció de 100 alumnes).
És possible que una persona hagi obtingut una qualificació de 8 sobre 10 i una altra de 6 sobre 10 i la distinció se li concedeixi a aquest últim, ja que la distinció no va en funció de la nota mitjana. Si el nombre total d’estudiants que compleixen els requisits supera el nombre màxim de premis estipulat, aleshores els estudiants es classificaran segons la nota mitjana del seu expedient.